# إنيد لوريمر
إنيد لوريمر (بالإنجليزية: Enid Bosworth Lorimer) هي ممثلة أسترالية، ولدت في 27 ديسمبر 1887 في لندن في المملكة المتحدة، وتوفيت في 15 يوليو 1982 في Wahroonga ‏ في أستراليا.

## وصلات خارجية
- إنيد لوريمر على موقع IMDb (الإنجليزية)
- إنيد لوريمر على موقع أول موفي (الإنجليزية)
- إنيد لوريمر على موقع قاعدة بيانات الأفلام السويدية (السويدية)
- إنيد لوريمر على موقع كينوبويسك (الروسية)